# Lista de edições de Turma da Mônica Jovem
A lista de edições de Turma da Mônica Jovem faz parte da série de histórias em quadrinhos produzida pela Mauricio de Sousa Produções. A série é feita em estilo mangá e é publicada mensalmente desde agosto de 2008, chegando a se tornar a revista em quadrinhos mais vendida do ocidente. Quando atingiu a edição de número 100, a contagem foi reiniciada e a revista foi dividida em "séries". A revista é publicada pela editora Panini Comics.

## Primeira série

### Edições 1~20
| N.º | Título                               | Data de lançamento original | Data de lançamento isbn |
| --- | ------------------------------------ | --------------------------- | ----------------------- |
| 0 | Eu Cresci!                           | agosto de 2008              | —                       |
| Sendo para alguns a primeira edição da franquia Turma da Mônica Jovem, na verdade não faz parte da série oficial da franquia, sendo apenas um tipo de introdução das novas aventuras que a Turma da Mônica, agora crescida, viverá. |                                      |                             |                         |
| 1 | Eles Cresceram!                      | agosto de 2008              | 978-85-7351-491-9       |
| A Turminha cresceu e agora tem assuntos importantes a tratar e uma grande missão para, juntos e graças a sua amizade, poderem resolver. Nesse primeiro episódio, 4 Dimensões Mágicas, os quatro amigos, para estabelecer a paz, terão que derrotar uma poderosa rainha. |                                      |                             |                         |
| 2 | A Aventura Continua!                 | setembro de 2008            | 978-85-7351-513-8       |
| A Turma da Mônica Jovem continua sua grande jornada à procura do Cubo Fantástico. E para enfrentar todos os obstáculos terão que permanecer sempre unidos. |                                      |                             |                         |
| 3 | Novos Desafios!                      | outubro de 2008             | 978-85-7351-520-6       |
| A Turma conseguiu sair de Malvidele com o Cubo Fantástico, depois de viver mil perigos numa dimensão medieval e de fantasia. Agora embarcam para Tobor em busca da Jóia Genial, onde vão ter que provar que a maior força para vencer os obstáculos é a união. |                                      |                             |                         |
| 4 | Fortes emoções...                    | novembro de 2008            | 978-85-7351-534-3       |
| A Turma chegou ao Templo do Céu Infinito e lá começa a treinar para participar do Torneio do Disco de Saturno. Se vencerem as lutas e com o disco em seu poder, vão para outro desafio... encontrar o Cilindro de Netuno! |                                      |                             |                         |
| 5 | As Aventuras do dia-a-dia!           | dezembro de 2008            | 978-85-7351-538-1       |
| De volta a nossa realidade,a Turma da Mônica embarca em novas aventuras,focadas no dia-a-dia...Vai rolar ciúme,fofoca e tudo que uma turma jovem tem direito. |                                      |                             |                         |
| 6 | O Brilho de um Pulsar! - Parte 1     | janeiro de 2009             | 978-85-7351-548-0       |
| A Turma Jovem parte para uma aventura rumo ao espaço, onde enfrenta novos desafios que põem à prova a sua coragem e determinação. |                                      |                             |                         |
| 7 | O Brilho de um Pulsar! - Parte 2     | fevereiro de 2009           | 978-85-7351-560-2       |
| A Turma continua a sua aventura espacial e surgem novos desafios, terão que enfrentar uma grande batalha. |                                      |                             |                         |
| 8 | O Brilho de um Pulsar! - Parte Final | março de 2009               | 978-85-7351-571-8       |
| Mônica e a princesa Mimi travam uma difícil batalha, onde a mais forte vencerá. |                                      |                             |                         |
| 9 | O Príncipe Perfeito                  | abril de 2009               | 978-85-7351-574-9       |
| Durante a montagem de uma peça teatral no Colégio do Limoeiro, a chegada de um garoto desconhecido agita a galera e provoca brigas, intrigas e muito ciúme, além de ameaçar abalar uma antiga amizade. |                                      |                             |                         |
| 10 | Conta Comigo!                        | maio de 2009                | 978-85-7351-590-9       |
| Mas qual o problema com a Mônica? Por que ela vem tirando notas baixas? Será que está ocupada demais ajudando os amigos? Cebola, Magali e Cascão precisam de uma "forcinha". Entre atuar em um videogame de luta, um programa de auditório e um louco esporte urbano, a Mônica não deixa sua galera na mão!                                                                           |                                      |                             |                         |
| 11 | Ser ou não ser? - Parte 1            | junho de 2009               | 978-85-7351-597-8       |
| A vida de atleta não é fácil! O Limoeiro Futebol Clube está nas finais da Liga Juvenil e todos contam com Cascão para golear o time adversário. Mas a forma estranha como ele vem agindo é um sinal de que está guardando um segredo que pode prejudicar o time. |                                      |                             |                         |
| 12 | Ser ou não ser? - Parte Final        | julho de 2009               | 978-85-7351-601-2       |
| Robôs invasores saídos de um seriado de tevê? Isso não pode ser real... Ou será que pode? Cascão não sabe mais se pode confiar em si mesmo e seu rendimento como jogador começa a ser afetado. Treinamento, confrontos e o apoio das líderes de torcida serão muito importantes na difícil final contra o colégio Geminoid.                                                           |                                      |                             |                         |
| 13 | O Dono do Mundo - Parte 1            | agosto de 2009              | 978-85-7351-613-5       |
| A nova mania da galera é um jogo de computador online, em que você inventa seu personagem e vive grandes aventura. Mas esse mundo mágico está sendo ameaçado pelo incrível Capitão C.Onion que vem saqueando os reinos com sua tripulação de fantasmas. Ele planeja conquistar o maior dos tesouros: A Coroa do Rei do Mundo. Mas espera aí... Esse pirata está parecendo familiar... |                                      |                             |                         |
| 14 | O Dono do Mundo - Parte Final        | setembro de 2009            | 978-85-7351-617-3       |
| Em sua busca épica pela Coroa do Rei do Mundo, Capitão C. e Lucília enfrentam monstros e procuram pelo ingrediente secreto para forjar a Arma Final. Mas o Cebola parece mais preocupado com o jogo que com seus amigos. Afinal, qual a verdadeira identidade de Lucília? E quem é o temido Guardião, o monstro mais poderoso do game?                                                |                                      |                             |                         |
| 15 | Monstros do Id - Parte 1             | outubro de 2009             | 978-85-7351-619-7       |
| Uma nova saga vai começar! Não é no espaço! Nem em dimensões mágicas! Desta vez o perigo nasce no lugar mais misterioso do universo – a mente humana. Quando os monstros internos das pessoas começam a atacar o mundo real, a galera precisa enfrentar seus próprios defeitos. E vão precisar da ajuda de um certo professor muito experiente em loucura...                          |                                      |                             |                         |
| 16 | Monstros do Id - Parte 2             | novembro de 2009            | 978-85-7351-633-3       |
| Mônica conseguiu derrotar Akanin, seu monstro pessoal. Mas para cada pessoa no mundo existe um Monstro do Id, uma criatura que representa seus piores defeitos... incluindo o Cebola! Surge Soranin, o mestre das mentiras, com um plano para atacar a cidade. Mônica e Akanin poderão unir poderes e vencê-lo?                                                                       |                                      |                             |                         |
| 17 | Monstros do Id - Parte Final         | dezembro de 2009            | 978-85-7351-640-1       |
| Chega o momento da batalha decisiva contra o Doutor Bikkuri! Ele não apenas capturou Nimbus, como vai liderar os demais Monstros do Id contra a humanidade. Mônica e Cebola conseguiram combinar-se com seus monstros e ganhar superpoderes, mas será o bastante? E qual a ligação misteriosa do Professor Licurgo com essas criaturas?                                               |                                      |                             |                         |
| 18 | Surge uma Estrela - Parte 1          | janeiro de 2010             | 978-85-7351-641-8       |
| Mônica e Magali se preparam para seu primeiro show de música ao vivo. Elas estão ansiosas para ver de perto o grupo musical do momento, as Star Stars. Mas espera aí! Elas estão procurando uma nova estrela! Mônica aposta tudo nesse grande sonho. Será que ela vai conseguir? |                                      |                             |                         |
| 19 | Surge uma Estrela - Parte 2          | fevereiro de 2010           | 978-85-7351-644-9       |
| Magali nunca pensou que podia virar a quinta estrela, e a vida de celebridade não é nem um pouco como imaginava. Mas Mônica não aceita ter sido derrotada assim tão fácil! Chega então o momento de uma dura decisão para Magali: recuperar a confiança da melhor amiga ou pular de cabeça na vida de cantora profissional?                                                           |                                      |                             |                         |
| 20 | Um Dia de Agito                      | março de 2010               | 978-85-7351-652-4       |
| Mônica, Magali, Cebolinha e Cascão se preparam para curtir uma sessão de cinema juntos, mas a grana está curta. Como vão resolver esse problema? Muita confusão à vista pra essa galera conseguir levantar uma graninha extra e se divertir nessa aventura. |                                      |                             |                         |

### Edições 21~40
| N.º | Título                                       | Data de lançamento original | Data de lançamento isbn |
| --- | -------------------------------------------- | --------------------------- | ----------------------- |
| 21 | No País das Maravilhas - Parte 1             | abril de 2010               | 978-85-7351-657-9       |
| É aniversário da Mônica, mas a festa não é a única surpresa. Toda a Turma foi aprisionada no País das Maravilhas e ela é a única que pode resolver o problema. Confusões e perigos a esperam nessa aventura. |                                              |                             |                         |
| 22 | No País das Maravilhas - Parte 2             | maio de 2010                | 978-85-7351-665-4       |
| Mônica continua sua aventura pelo País das Maravilhas para libertar seus amigos e salvar Marina da Rainha de Copas. |                                              |                             |                         |
| 23 | O Caderno do Riso - Parte 1                  | junho de 2010               | 978-85-7351-672-2       |
| Cebola encontra um misterioso caderno capaz de fazer qualquer pessoa que tenha seu nome escrito nele ter um ataque de riso. Então, ele resolve usar esse poder para mudar o mundo! |                                              |                             |                         |
| 24 | O Caderno do Riso - Parte 2                  | julho de 2010               | 978-85-7351-687-6       |
| Cebola encontra o Caderno do Riso e comprova que esse objeto mágico funciona mesmo. Querendo fazer todos mais alegres, ele provoca ataques de riso em todo o mundo e fica conhecido como o Grande Palhaço. Para descobrir a identidade do autor dos ataques, o Louco se torna o Detetive L. Mas muitas surpresas ainda aguardam a Turma! |                                              |                             |                         |
| 25 | Desafio Sobre Patins                         | agosto de 2010              | 978-85-7351-695-1       |
| Mônica e Cebolinha têm um grande desafio pela frente: enfrentar uma dupla de campeões mundiais de patinação pelas ruas do Limoeiro! Será que eles vão conseguir dar conta dessa nova empreitada? |                                              |                             |                         |
| 26 | O Aniversário de 15 Anos da Marina - Parte 1 | setembro de 2010            | 978-85-7351-710-1       |
| No aniversário de 15 anos da Marina, a galera toda é convidada para a festa... Menos uma pessoa! O que desperta a ira de uma poderosa inimiga! Ninguém imagina o que pode acontecer... |                                              |                             |                         |
| 27 | O Aniversário de 15 Anos da Marina - Parte 2 | outubro de 2010             | 978-85-7351-718-7       |
| A festa de 15 anos da Marina chega ao seu ponto máximo, com a apresentação da valsa dos casais, os parabéns à aniversariante e um sensacional show de mágica! Mas a rancorosa bruxa Viviane preparou uma surpresa que vai abalar a todos!                                                                                                |                                              |                             |                         |
| 28 | O Aniversário de 15 Anos da Marina - Parte 3 | novembro de 2010            | 978-85-7351-723-1       |
| A festa de 15 anos da Marina é tomada pela feitiçaria de Viviane, e a galera precisa se unir pra vencer seus poderes maléficos e restabelecer a ordem natural das coisas! |                                              |                             |                         |
| 29 | O Mundo Do Contra - Parte 1                  | dezembro de 2010            | 978-85-7351-734-7       |
| O Do Contra se revolta ao ver a galera entrar na onda de um filme da moda e decide investigar por conta própria o que se esconde por trás da máscara do astro principal. |                                              |                             |                         |
| 30 | O Mundo Do Contra - Parte 2                  | janeiro de 2011             | 978-85-7351-744-6       |
| O Do Contra descobriu que o Armadura Dourada, um herói do cinema, é parte de um plano para dominar o mundo. Agora ele vai fazer de tudo para expor a verdade! |                                              |                             |                         |
| 31 | Divisão por Dois                             | fevereiro de 2011           | 978-85-7351-755-2       |
| O Titi briga com a Ana e começa a namorar a... Carmem?! A galera vai ficar super dividida por causa dessa mudança inesperada! |                                              |                             |                         |
| 32 | Cuidado com o que deseja                     | março de 2011               | 978-85-7351-768-2       |
| Robôs que atendem os desejos dos humanos chegam ao Limoeiro e Turma não fica de fora dessa mania. Mas Cebola e Mônica descobrem que as máquinas também têm lições a ensinar a seus mestres! |                                              |                             |                         |
| 33 | O peso de um problema                        | abril de 2011               | 978-85-7351-772-9       |
| A chegada de uma nova aluna vai agitar a vida da galera do Limoeiro! E todos vão aprender uma grande lição sobre alimentação e auto-estima! |                                              |                             |                         |
| 34 | Quer namorar comigo?                         | maio de 2011                | 978-85-7351-782-8       |
| É a hora da verdade! Cebola percebe que, se não pedir Mônica em namoro, vai perdê-la para outro garoto! |                                              |                             |                         |
| 35 | Baile à fantasia                             | junho de 2011               | 978-85-7351-799-6       |
| A galera do Limoeiro participa de um concurso de fantasia. Mônica quer impressionar o Cebola no evento, mas será que ele vai estar lá? |                                              |                             |                         |
| 36 | O Show Deve Continuar                        | julho de 2011               | 978-85-7351-810-8       |
| A galera retoma os ensaios da banda, mas vai ter de enfrentar muitos problemas e resolver disputas internas, antes de decolar e fazer sucesso. |                                              |                             |                         |
| 37 | Um Mundo Diferente                           | agosto de 2011              | 978-85-7351-820-7       |
| E se a Mônica tivesse se mudado do bairro ainda criança? E se o Cebola fosse mesmo o dono da rua? Como seria o reencontro entre os dois? Quando o Astronauta observa um universo paralelo, todos na Turma podem ser bem diferentes do que conhecemos...                                                                                  |                                              |                             |                         |
| 38 | Masmorras e Dragões                          | setembro de 2011            | 978-85-7351-832-0       |
| Em um jogo de aventura, a Turma retorna ao mundo de Mavidele. Como uma equipe de heróis mágicos, conseguirão superar os desafios do Mestre das Masmorras? |                                              |                             |                         |
| 39 | Histórias de Arrepiar                        | outubro de 2011             | 978-85-7351-842-9       |
| É Dia das Bruxas! A galera se prepara para uma comemoração regada a histórias assustadoras com os amigos. Mas as coisas podem terminar de uma maneira nada agradável... |                                              |                             |                         |
| 40 | O Jogo dos Reis                              | novembro de 2011            | 978-85-7351-857-3       |
| Cebola quer aprender a jogar xadrez. Ao encontrar um tabuleiro mágico, ele consegue a ajuda de uma rainha muito especial — mas também terá que desafiar o mais perigoso oponente! |                                              |                             |                         |

### Edições 41~60
| N.º | Título                           | Data de lançamento original | Data de lançamento isbn |
| --- | -------------------------------- | --------------------------- | ----------------------- |
| 41 | Cascão, o Mestre do Vulcão       | dezembro de 2011            | 978-85-7351-497-1       |
| Cascão está com as notas baixas no colégio e precisa caprichar muito no seu trabalho para a feira de ciências. Mas pra isso ele vai ter que contar com todo o apoio dos colegas...                                                      |                                  |                             |                         |
| 42 | Torneio de Games                 | janeiro de 2012             | 978-85-7351-872-6       |
| Cebola tem um plano infalível para vencer o Torneio de Games do Limoeiro: montar uma equipe com a galera e customizar um jogador imbatível... ou quase. Em seu caminho, há um jogador misterioso que é um mestre dos jogos eletrônicos. |                                  |                             |                         |
| 43 | Tesouro Verde - Parte 1          | fevereiro de 2012           | 978-85-7351-876-4       |
| Uma sensacional aventura na Amazônia com a Turma da Mônica Jovem e os personagens de Osamu Tezuka, o mestre do mangá. |                                  |                             |                         |
| 44 | Tesouro Verde - Parte Final      | março de 2012               | 978-85-7351-887-0       |
| A emocionante aventura continua pela Floresta Amazônica, com a Turma da Mônica Jovem e os personagens clássicos do mestre Osamu Tezuka!                                                                                                 |                                  |                             |                         |
| 45 | Bullying - Além do Limite        | abril de 2012               | 978-85-7351-897-9       |
| Quim decide dar um novo rumo em sua vida para que Magali tenha orgulho dele. Mas colegas desleais e mal-intencionados podem arruinar seus planos...                                                                                     |                                  |                             |                         |
| 46 | Amor de Anjo                     | maio de 2012                | 978-85-7351-905-1       |
| Ângelo precisou aprender a lidar com sentimentos até então desconhecidos por ele! E a razão de seu afeto não era uma garota comum, mas uma ninfa protetora da natureza!                                                                 |                                  |                             |                         |
| 47 | Bem-vindos ao Japão!             | junho de 2012               | 978-85-7351-915-0       |
| Mônica e Cebola vencem um concurso de redação e vão conhecer o Japão, onde são recebidos por Tikara e Keika e aprendem um pouco sobre os costumes e tradições do país do sol nascente!                                                  |                                  |                             |                         |
| 48 | A Invasão dos Robôs-Zumbis       | julho de 2012               | 978-85-7351-929-7       |
| Numa viagem ao futuro, Cebola enfrenta os zumbots, uma estranha raça de robôs-zumbis que domina o mundo. E conhece os descendentes da galera do Limoeiro!                                                                               |                                  |                             |                         |
| 49 | O Novo Capitão Feio              | agosto de 2012              | 978-85-7351-941-9       |
| Cascão passa a agir de forma estranha e é cofundido com uma nova versão do Capitão Feio. |                                  |                             |                         |
| 50 | O Casamento do Século            | setembro de 2012            | 978-85-7351-953-2       |
| Todos foram convidados para um grande acontecimento: O Casamento do Século! Uma emocionante história de amor, algumas dúvidas e até briguinhas.                                                                                         |                                  |                             |                         |
| 51 | Sombras do Passado - Parte 1     | outubro de 2012             | 978-85-7351-962-4       |
| Uma ameaça do passado volta para assombrar a Mônica! Conseguirá ela concretizar sua vingança? |                                  |                             |                         |
| 52 | Sombras do Passado - Parte Final | novembro de 2012            | 978-85-7351-971-6       |
| Mônica precisa contar com a ajuda dos amigos para superar uma questão do passado que volta a incomodar. |                                  |                             |                         |
| 53 | Tem gato no meu café             | dezembro de 2012            | 978-85-7351-985-3       |
| Magali resolve montar o Cafelino, um café especializado em... gatos! Mas ela tem muito o que aprender para ver o seu negócio dar certo!                                                                                                 |                                  |                             |                         |
| 54 | Cheia de onda                    | janeiro de 2013             | 978-85-7351-990-7       |
| Férias de verão não trazem só alegria para a galera do Limoeiro, mas também umas rusguinhas que precisam ser resolvidas... |                                  |                             |                         |
| 55 | Meu Futuro                       | fevereiro de 2013           | 978-85-4260-005-6       |
| Por causa de uma tarefa de escola, Mônica decide experimentar um simulador virtual para tentar escolher a sua futura profissão! |                                  |                             |                         |
| 56 | Sem Medo                         | março de 2013               | 978-85-4260-020-9       |
| Marina tem que lidar com seus medos ao achar um cachorro abandonado e resolver cuidar dele! |                                  |                             |                         |
| 57 | Veneno Virtual                   | abril de 2013               | 978-85-4260-026-1       |
| A galera é alvo de fofocas na internet e Mônica decide descobrir quem é o autor. Será um desconhecido ou alguém que conhece todos muito bem?                                                                                            |                                  |                             |                         |
| 58 | Conflitos de Gerações            | maio de 2013                | 978-85-4260-035-3       |
| Cebola aceita um perigoso desafio para pôr à prova sua coragem, mas seu pai tentará impedi-lo a qualquer custo! |                                  |                             |                         |
| 59 | Encontro Marcado                 | junho de 2013               | 978-85-4260-042-1       |
| Cebola se envolve com um game de realidade ampliada e tem que fazer várias escolhas. Algumas delas com consequências no mundo real. |                                  |                             |                         |
| 60 | Os Opostos se Atraem             | julho de 2013               | 978-85-4260-048-3       |
| Cascão e Cascuda passam por uma crise. Será o fim do namoro deles? |                                  |                             |                         |

### Edições 61~80
| N.º | Título                                 | Data de lançamento original | Data de lançamento isbn |
| --- | -------------------------------------- | --------------------------- | ----------------------- |
| 61 | A nova Mônica                          | agosto de 2013              | 978-85-4260-102-2       |
| Mônica está decida a mudar completamente, começando pelo visual. Mas vai descobrir que não é nada fácil deixar seus defeitos pra trás. |                                        |                             |                         |
| 62 | Campeões da Justiça                    | setembro de 2013            | 978-85-4260-060-5       |
| Quando um misterioso crime ocorre no Colégio Limoeiro, Mônica terá que provar quem é inocente... e o Cebola encontrar o culpado! |                                        |                             |                         |
| 63 | Dia das Bruxas                         | outubro de 2013             | 978-85-4260-069-8       |
| Denise decide organizar uma festa pro Dia das Bruxas, mas uma perigosa vingança sobrenatural ameaça a vida da Magali e da Sofia. Enquanto isso, Mônica e Cebola ficam presos numa assustadora casa mal-assombrada.                                                                           |                                        |                             |                         |
| 64 | Eu sou você                            | novembro de 2013            | 978-85-4260-073-5       |
| Mônica e Cebola trocam de corpo! Cada um acredita que a vida do outro é muito mais fácil, mas os dois vão descobrir que não é bem assim. E agora, como voltar ao normal? |                                        |                             |                         |
| 65 | A Brigada dos Ossos Cruzados - Parte 1 | dezembro de 2013            | 978-85-4260-084-1       |
| A pirata espacial Cabeleira Negra volta a atacar! No comando de uma frota invencível, ela busca o maior tesouro do universo, disposta a destruir tudo em seu caminho. Uma aventura cósmica aguarda Mônica e seus amigos.                                                                     |                                        |                             |                         |
| 66 | A Brigada dos Ossos Cruzados - Parte 2 | janeiro de 2014             | 978-85-4260-090-2       |
| Para proteger a galáxia contra a investida da frota pirata, Mônica e seus amigos formam a Brigada dos Ossos Cruzados. Conseguirão resgatar o Astronauta, salvar a Terra e encontrar o Tesouro do Universo?                                                                                   |                                        |                             |                         |
| 67 | Par perfeito                           | fevereiro de 2014           | 978-85-4260-103-9       |
| Cascão e Magali terminam seus namoros de infância. Rola um clima entre os dois. Será que chegou, enfim, o momento desse romance tão esperado? |                                        |                             |                         |
| 68 | Jogos Mortíferos                       | março de 2014               | 978-85-4260-106-0       |
| Cebola e Do Contra lutam pelo coração de Mônica enquanto ficam presos em um terrível reality show de terror. |                                        |                             |                         |
| 69 | A Decisão                              | abril de 2014               | 978-85-4260-111-4       |
| A situação na ilha de Punk Hazard está se agravando! O Bando do Chapéu de Palha conseguiu derrotar a maioria de seus inimigos, mas ainda precisa correr contra o tempo para fugir a salvo desse lugar e evitar uma catástrofe!                                                               |                                        |                             |                         |
| 70 | Nosso Filhote                          | maio de 2014                | 978-85-4260-118-3       |
| Um estranho bichinho é deixado à porta da Mônica. Ela e Do Contra aceitam o desafio de criá-lo, mas descobrem que a tarefa é mais complicada e perigosa do que parecia. |                                        |                             |                         |
| 71 | Garoto Solteiro Procura                | junho de 2014               | 978-85-4260-123-7       |
| Ainda tentando lidar com a perda da Mônica, Cebola acaba saindo em busca de um novo amor. |                                        |                             |                         |
| 72 | Meu Ídolo                              | julho de 2014               | 978-85-4260-130-5       |
| Quando rola um concurso para passar um dia com o astro adolescente Juninho Baby, Mônica e Maria Mello vão descobrir a verdadeira face de seu ídolo. |                                        |                             |                         |
| 73 | Caçadores de Androides                 | agosto de 2014              | 978-85-4260-163-3       |
| Cebola, ainda tentando lidar com a perda da Mônica, volta a se envolver com a androide Brisa. |                                        |                             |                         |
| 74 | Umbra                                  | setembro de 2014            | 978-85-4260-167-1       |
| Uma simples viagem ao interior para a Festa da Jumenta Voadora se transforma numa aventura arrepiante! A galera do Limoeiro vai precisar superar seus medos, enfrentar fantasmas e desvendar um grande mistério...                                                                           |                                        |                             |                         |
| 75 | Umbra - Mistério revelado?             | outubro de 2014             | 978-85-4260-138-1       |
| O que é a Chave de Ossos? Com quem o Cebola estava falando na floresta? Quem será capaz de derrotar os Filhos de Umbra? Venha conosco desvendar este e outros mistérios... e descobrir como é a vida após a morte...                                                                         |                                        |                             |                         |
| 76 | Umbra - A Última Batalha               | novembro de 2014            | 978-85-4260-142-8       |
| O ritual está prestes a acontecer e um novo inimigo surgirá para espalhar o terror, caos e morte pelo mundo... Não perca, nesta edição, a batalha mais épica de toda a história da Turma da Mônica Jovem!                                                                                    |                                        |                             |                         |
| 77 | Academia de Ninjas                     | dezembro de 2014            | 978-85-4260-182-4       |
| O Do Contra convida a galera para treinar como guerreiros das sombras, mas surge um misterioso inimigo. |                                        |                             |                         |
| 78 | Férias na Praia                        | janeiro de 2015             | 978-85-4260-185-5       |
| As meninas vão passar as férias na casa de praia do Xaveco e acabam reencontrando o Xavecão. Como Denise vai lidar com dois Xavecos ao mesmo tempo? Pra piorar, um antigo inimigo da turma volta a dar as caras... E começa aqui a procura pela Denise do futuro!                            |                                        |                             |                         |
| 79 | Sombras do Futuro                      | fevereiro de 2015           | 978-85-4260-194-7       |
| Chega de segredos! Finalmente todos os mistérios serão desvendados! Venha com a Turma acompanhar a batalha final para salvar o futuro da destruição, descubra como e por que o Xavecão voltou no tempo e toda a verdade assustadora por trás dos poderes da Magali! Uma aventura imperdível! |                                        |                             |                         |
| 80 | Circo Macabro                          | março de 2015               | 978-85-4260-199-2       |
| O Circo Itinerante do Sr. Dante é um lugar mais terrível que divertido. E logo Mônica e Do Contra vão descobrir seus sinistros segredos da pior maneira possível... |                                        |                             |                         |

### Edições 81~100
| N.º | Título                                   | Data de lançamento original | Data de lançamento isbn |
| --- | ---------------------------------------- | --------------------------- | ----------------------- |
| 81 | Circo Macabro - Fim do Show              | abril de 2015               | 978-85-4260-201-2       |
| Presos em uma terrível armadilha, Mônica e Do Contra são obrigados a trabalhar no macabro circo do Sr. Dante. A única chance é se unirem pra bolar um plano de fuga. Mas como farão isso agora que Mônica não confia mais em Do Contra? |                                          |                             |                         |
| 82 | Um novo amor?                            | maio de 2015                | 978-85-4260-209-8       |
| Durante seus jogos online, Cebola conhece uma garota gamer muito interessante. Mas será que ela é mesmo quem diz ser? |                                          |                             |                         |
| 83 | Herdeiros da Terra                       | junho de 2015               | 978-85-4260-232-6       |
| Chico Bento convida a Turma pra passar as férias na roça, mas o que era pra ser apenas uma viagem tranquila, transforma-se numa incrível jornada em busca da misteriosa Cidade Perdida dos Incas. Em meio a uma fantástica aventura repleta de ação e suspense, nossos heróis acabam despertando um segredo aterrador, oculto há milhões de anos, e descobrem quem são os verdadeiros herdeiros da Terra. |                                          |                             |                         |
| 84 | Herdeiros da Terra - Conclusão           | julho de 2015               | 978-85-4260-246-3       |
| Depois de ajudar o Franja a encontrar a Cidade Perdida dos Incas, Chico Bento e a Turma da Mônica terão que enfrentar misteriosas criaturas ancestrais para salvar a alma da Rosinha e impedir a destruição de toda a humanidade! |                                          |                             |                         |
| 85 | A Estranha História de Sarah             | agosto de 2015              | 978-85-4260-266-1       |
| Mônica tenta fazer amizade com Sarah, uma tímida garota que vem estudar em seu colégio. Mas parece haver um misterioso segredo a respeito dela, do qual Mônica não faz ideia. |                                          |                             |                         |
| 86 | A Estranha História de Sarah - Conclusão | setembro de 2015            | 978-85-4260-268-5       |
| Sarah prevê que um terrível perigo ronda a turma! Com a ajuda de seus poderes, conseguirá ela impedir que Mônica e seus amigos encontrem este sinistro destino? |                                          |                             |                         |
| 87 | Emergência Médica                        | outubro de 2015             | 978-85-4260-291-3       |
| Presos em um hospital, a Turma precisa lidar com um médico rabugento e salvar os pacientes de uma praga. |                                          |                             |                         |
| 88 | Somos Todos Nerds                        | novembro de 2015            | 978-85-4260-299-9       |
| Mônica, Cebola, Magali e Cascão vão viver aventuras emocionantes na Comic Con! Então fique ligado, porque essa Turma vai aprontar muitas confusões. |                                          |                             |                         |
| 89 | Sangue Fresco                            | dezembro de 2015            | 978-85-4260-316-3       |
| Quando um novo energético causa estranhos efeitos na Turma, Magali e Cascão se unem para resolver este mistério. |                                          |                             |                         |
| 90 | A Torre Inversa - Parte 1                | janeiro de 2016             | 978-85-4260-339-2       |
| Penha, a maior inimiga da Mônica, acorda do coma e a Turma toda se reúne para visitá-la. Mas uma misteriosa ameaça surge prometendo espalhar o terror pelo mundo. Será que Penha e a Turma vão conseguir superar suas diferenças e unir forças para saírem vivos dessa? |                                          |                             |                         |
| 91 | A Torre Inversa - Parte 2                | fevereiro de 2016           | 978-85-4260-356-9       |
| Começa agora a maior provação da vida do Cascão. Segredos sombrios enterrados há décadas são revelados e a Turma descobre todo o passado macabro do Senhor Samir... E, no meio de toda essa confusão, um inesperado romance começa a surgir... |                                          |                             |                         |
| 92 | A Torre Inversa - Parte 3                | março de 2016               | 978-85-4260-367-5       |
| Uma batalha de titãs acontece nas galerias subterrâneas do Bairro das Pitangueiras para decidir o destino da humanidade! Porém, uma reviravolta inesperada faz com que a Penha se veja obrigada a se tornar a nova líder da Turma! E, ainda, a verdadeira origem do vilão é finalmente revelada! |                                          |                             |                         |
| 93 | Nunca mais!                              | abril de 2016               | 978-85-4260-385-9       |
| Como o Cebola vai recuperar o amor da Mônica, se ela desaparecer para sempre da memória de todos? |                                          |                             |                         |
| 94 | Dentuça, eu?                             | maio de 2016                | 978-85-4260-402-3       |
| Ao ser atacada por uma estranha doença, Mônica se vê em um difícil dilema: para curar-se, precisará aceitar um tratamento que modificará totalmente sua aparência. |                                          |                             |                         |
| 95 | Reinado dos Jovens                       | junho de 2016               | 978-85-4260-417-7       |
| Quando todos os adultos são paralisados por uma força desconhecida, a Turma Jovem precisa assumir o comando do Bairro do Limoeiro e achar uma cura. |                                          |                             |                         |
| 96 | Desencontros...                          | julho de 2016               | 978-85-4260-443-6       |
| Quando Mônica tem sua memória afetada por um bizarro aparelho, Do Contra deverá unir suas forças com Cebola para salvá-la. Mas conseguirá também salvar seu relacionamento com ela? |                                          |                             |                         |
| 97 | Eterno Despertar                         | agosto de 2016              | 978-85-4260-470-2       |
| E se você nunca mais precisasse dormir? Quando o Cebola perde toda a necessidade de sono, a conquista do mundo pode estar ao seu alcance. |                                          |                             |                         |
| 98 | O Apanhador de Pesadelos                 | setembro de 2016            | 978-85-4260-473-3       |
| A fim de evitar terríveis pesadelos, Cebola e a Turma procuram a ajuda de um antigo conhecido, que lhes oferece auxílio por meio de um apanhador de sonhos. |                                          |                             |                         |
| 99 | O Parque Assombrado                      | outubro de 2016             | 978-85-4260-474-0       |
| Seguindo uma pista do paradeiro da Denise do Futuro, Xavecão leva a turma para a Terra Encantada do Ursinho Bilu, um parque de diversões abandonado que esconde um passado trágico e misterioso. Agora eles são obrigados a sobreviver quatro noites neste local assustador, enfrentando perigosos bonecos animatronics assombrados.                                                                      |                                          |                             |                         |
| 100 | Eles Voltaram!                           | novembro de 2016            | 978-85-4260-475-7       |
| Um misterioso ser aparece no bairro do Limoeiro. Mas o único que descobrirá quem ele é e o que ele pretende... será você, leitor! |                                          |                             |                         |

## Segunda série
Após a edição 100, a numeração foi reiniciada. Apesar disso, a cronologia continua a mesma.

### Edições 1~20
| N.º | Título                        | Data de lançamento original | Data de lançamento isbn |
| --- | ----------------------------- | --------------------------- | ----------------------- |
| 1 | ...te amo para sempre!        | dezembro de 2016            | 978-85-4260-556-3       |
| Finalmente, Cebola e Mônica reatam o namoro. Tudo está indo maravilhosamente bem, até o Cebola receber uma correspondência que pode mudar tudo isso e o que era lindo pode virar um pesadelo. Mas qual será o conteúdo dessa carta que deixou o Cebola tão preocupado?                |                               |                             |                         |
| 2 | Um Mundo de Distância         | janeiro de 2017             | 978-85-4260-580-8       |
| Mônica continua o namoro com o Cebola, apesar da surpresa que recebeu. Mas a rotina do casal é quebrada quando surge um novo jogo online no mercado, que vira uma sensação. Algo estranho e misterioso começa a acontecer logo após eles jogarem. Quem está por trás desse novo jogo? |                               |                             |                         |
| 3 | Presente de Grego             | fevereiro de 2017           | 978-85-4260-603-4       |
| Tentando animar o Do Contra após a separação, Magali o presenteia com o arco mágico do Cupido. |                               |                             |                         |
| 4 | Mônica e o Cavaleiro          | março de 2017               | 978-85-4260-634-8       |
| O reencontro de Mônica e seus amigos com a Princesa Safiri, a mais famosa personagem do mestre do mangá, Osamu Tezuka! A Turma viaja para a Terra de Prata para comparecer a uma festa especial, mas a ameaça de uma poderosa inimiga pode estragar os planos de todos.               |                               |                             |                         |
| 5 | Entre o céu e o inferno       | abril de 2017               | 978-85-4260-653-9       |
| Um novo aluno pode colocar em risco a união da Turma. Sentimentos contraditórios os conduzirão a caminhos muito sombrios. |                               |                             |                         |
| 6 | Cebola na Austrália           | maio de 2017                | 978-85-4260-679-9       |
| Cebolinha está morando na Austrália, e a vida lá é tão interessante que mesmo a distância dos amigos fica mais fácil de levar. |                               |                             |                         |
| 7 | Apatia                        | junho de 2017               | 978-85-4260-731-4       |
| Cebola conta com a ajuda de Nico, um novo amigo, para enfrentar uma onda de apatia que assola o bairro. |                               |                             |                         |
| 8 | Terrível Obsessão             | julho de 2017               | 978-85-4260-774-1       |
| Mônica e Cebola contam com a ajuda de Sarah para libertarem o bairro de um terrível espírito vingativo. |                               |                             |                         |
| 9 | O sumiço do Cebola            | agosto de 2017              | 978-85-4260-775-8       |
| Mônica fica intrigada com o sumiço do Cebola, que se ausenta por um tempão no meio da preparação para o projeto para a Feira de Ciências da escola. |                               |                             |                         |
| 10 | As sete pragas do Limoeiro    | setembro de 2017            | 978-85-4260-776-5       |
| Mônica e seus amigos investigam quem poderá ser o causador de sete desastres ecológicos que assolam o bairro. |                               |                             |                         |
| 11 | Evolução das Máquinas         | outubro de 2017             | 978-85-4260-777-2       |
| Mônica e sua turma conhecem B.O.R.E.A.S, um robô com inteligência artificial que aprende e se adapta, tornando-se cada vez mais complexo. Mas será que ele saberá os limites para não ferir os seus novos amigos?                                                                     |                               |                             |                         |
| 12 | O Desaparecimento dos Mágicos | novembro de 2017            | 978-85-4260-778-9       |
| Nimbus e a Turma se reúnem com Pyong Lee para desvendar o mistério que está sumindo com os maiores mágicos do mundo. |                               |                             |                         |
| 13 | A Dança da Lua                | dezembro de 2017            | 978-85-4260-779-6       |
| Algo misterioso está deixando Denise velha e a Carminha muito jovem. A Turma precisa descobrir como reverter isso antes que seja tarde demais. |                               |                             |                         |
| 14 | O Portal das Trevas - Parte 1 | janeiro de 2018             | 978-85-4260-918-9       |
| Cascão precisa descobrir o que deixou Cebola doente, mas a resposta pode estar através de um portal para um lugar terrível. |                               |                             |                         |
| 15 | O Portal das Trevas - Parte 2 | fevereiro de 2018           | 978-85-4260-912-7       |
| Cascão está em um mundo sombrio onde enfrentará sentimentos terríveis para salvar Cebola e seus amigos na parte final desta saga. |                               |                             |                         |
| 16 | Influenciadora Digital        | março de 2018               | 978-85-4260-913-4       |
| Após salvar uma garotinha e se tornar um hit na internet, Mônica descobrirá que a vida de uma influenciadora digital pode ser muito mais perigosa do que aparenta... |                               |                             |                         |
| 17 | Mistério Submarino            | abril de 2018               | 978-85-4260-914-1       |
| A turma visita um laboratório submarino superavançado que fornece tecnologia de ponta para todo o mundo e acaba descobrindo o terrível preço que deve ser pago pelo progresso da humanidade.                                                                                          |                               |                             |                         |
| 18 | Entre a luz e a escuridão     | maio de 2018                | 978-85-4260-915-8       |
| Franjinha está fazendo um estágio na BRASA (Brasileiros Astronautas) e descobre que uma erupção solar pode destruir todo o planeta. Agora ele corre contra o tempo para tentar evitar uma catástrofe.                                                                                 |                               |                             |                         |
| 19 | Japão nosso de cada dia       | junho de 2018               | 978-85-4260-916-5       |
| Prit e Lohgann, dois jovens brasileiros que vivem no Japão, mostram a todos como amam esse país. Como eles se tornaram famosos iutúbers? Será que a Mônica e Cebola tiveram algo a ver com isso? Entre parques, museus e robôs gigantes, os casais vivem momentos inesquecíveis!      |                               |                             |                         |
| 20 | Sabotagem                     | julho de 2018               | 978-85-4260-917-2       |
| Toda a turma é chamada para um acampamento onde ocorrerá uma competição em grupos, valendo uma viagem à Grécia. Mas logo as amizades são colocadas à prova, quando coisas estranhas começam a acontecer com todas as equipes.                                                         |                               |                             |                         |

### Edições 21~40
| N.º | Título                         | Data de lançamento original | Data de lançamento isbn |
| --- | ------------------------------ | --------------------------- | ----------------------- |
| 21 | Perigo Eletrônico              | agosto de 2018              | 978-85-4261-272-1       |
| O bairro do Limoeiro recebe um visitante especial: o Astro Boy. Um velho inimigo rouba a invenção do Franja e Astro Boy ajuda a Turma a recuperá-la. |                                |                             |                         |
| 22 | No controle                    | setembro de 2018            | 978-85-4261-309-4       |
| Cansado de nunca ser levado a sério e de sempre ter que se esforçar para ser ouvido, Xaveco se aproveita de um efeito colateral de uma invenção do Franja para ver como é estar na pele de outros integrantes da turma. Por se tratar de uma invenção do Franja, a confusão está garantida! |                                |                             |                         |
| 23 | Briga entre irmãos             | outubro de 2018             | 978-85-4261-310-0       |
| É nomal que irmão tenham desentendimentos, mas dessa vez Do Contra e Ninbus podem ter ido longe demais. Acabaram se metendo com uma antiga tradição oriental chamada Teru Teru Bozu, o monge do bom tempo, que apesar de ser usado para diminuir grandes tempestades, tem uma dívida do passado com os dois garotos! |                                |                             |                         |
| 24 | A Capitã Cascuda               | novembro de 2018            | 978-85-4261-311-7       |
| Cascuda treinou o time de vôlei do Limoeiro para o Torneio Colegial e tem certeza de que vai ser escolhida a capitã, mas Carmem é quem fica com o posto após a votação. Acreditando que seus esforços não foram reconhecidos, Cascuda convoca Mônica, Cebola, Cascão, Magali e Xaveco para formar uma nova equipe. Com a rivalidade aumentando entre os times, mais do que apenas uma vitória, o que está em jogo é a amizade!                                                                                                   |                                |                             |                         |
| 25 | Odisseia Infinita              | dezembro de 2018            | 978-85-4261-312-4       |
| A Legião do Mal conta com a ajuda do Sr. Mxyzptlk para se livrar da Liga da Justiça para sempre, graças ao Kirbylium, elemento da quinta dimensão que pode alterar realidades temporariamente. Porém, ao invés disso, os maiores heróis do multiverso DC vão parar no... Limoeiro! Agora, a Turma se aliará à Liga, graças às propriedades do estranho elemento, para impedir os vilões de dois mundos! |                                |                             |                         |
| 26 | Os mais jovens heróis da Terra | janeiro de 2019             | 978-85-4261-313-1       |
| O Franja convidou toda a Turma para conhecer sua nova invenção... uma máquina de teletransporte. Mas, como sempre, em vez de funcionar como ele pretendia, a máquina levou cada um deles para um lugar do multiverso! Como será a dinmica dessa nova aliança da Turma com a Liga da Justiça para salvar o Superman, que agora está preso em um monstro gigantesco criado pelo Capitão Feio? |                                |                             |                         |
| 27 | A Melodia Perfeita             | fevereiro de 2019           | 978-85-4261-314-8       |
| Jeremias precisa compor uma música para concorrer a uma vaga no conservatório! Mesmo com a ajuda de Denise como treinadora, o caminho para o sucesso não será fácil. Além de competir com uma rival talentosa, o avô dele está mal de saúde... |                                |                             |                         |
| 28 | A Sociedade dos Ossos          | março de 2019               | 978-85-4261-315-5       |
| Jeremias precisa compor uma música para concorrer a uma vaga no conservatório! Mesmo com a ajuda de Denise como treinadora, o caminho para o sucesso não será fácil. Além de competir com uma rival talentosa, o avô dele está mal de saúde... |                                |                             |                         |
| 29 | O Mundo de Maria Cebola        | abril de 2019               | 978-85-4261-316-2       |
| Todo mundo sempre quis saber como é um dia típico da Maria Cebola! Magali e Mônica vão descobrir que a menina, apesar de pequena, é muito mais do que aparenta... |                                |                             |                         |
| 30 | Além de Jurerê                 | maio de 2019                | 978-85-4261-317-9       |
| A amizade de Jeremias e Titi vai ser posta à prova. Enquanto a dupla treina para entrar em forma e fazer sucesso com as garotas, Isa decide começar uma oficina de teatro. Jeremias participa de algumas aulas e Titi continua insistindo no visual perfeito. Quando surge a oportunidade do grupo de teatro se apresentar no mesmo fim de semana da viagem à praia, Jeremias fica dividido entre seguir o combinado com Titi ou participar da peça com a Turma. Como os amigos vão encarar esse problema?                       |                                |                             |                         |
| 31 | O Mestre dos Vilões            | junho de 2019               | 978-85-4261-846-4       |
| A Comic Friends, a maior feira de cultura pop e quadrinhos do mundo, vai acontecer no Colégio do Limoeiro pela primeira vez. Mônica, Magali, Cascuda, Do Contra e Isa decidem se inscrever na apresentação de cosplay, enquanto Marina, Cebola, Cascão e Jeremias resolvem participar do concurso do melhor vilão de HQs. Como o famoso artista Adam Laurel vai escolher o vencedor, todos estão muito empolgados! Mas ninguém desconfia que o maior vilão de todos não está nos gibis e vai tentar pegar a Turma de surpresa... |                                |                             |                         |
| 32 | Sujeira Digital                | julho de 2019               | 978-85-4261-847-1       |
| Cascão viraliza na internet e se torna o mais novo herói do limoeiro. Embora goste da fama no início, esse sucesso pode levar ao fim de seu namoro com a cascuda. |                                |                             |                         |
| 33 | O Dia de D.I.V.A               | agosto de 2019              | 978-85-4261-848-8       |
| Denise está vivendo o seu pior dia e tudo o que ela faz dá errado! O que está por trás dessa maré de má sorte? Será que Madame Creuzodete pode ajudar? |                                |                             |                         |
| 34 | O Cecê do DC                   | setembro de 2019            | 978-85-4261-849-5       |
| Uma história nunca antes contada da época em que Mônica e Do Contra namoravam! Embora o relacionamento esteja indo muito bem, Mônica tem enfrentado um problema muito sério: DC não segue modinhas e acha que não precisa passar desodorante todos os dias. Sem saber como abordar o assunto, ela conta com a ajuda de Magali, Cascuda e Marina para resolver de vez esse mal. Como será que o casal vai encarar sua primeira discussão?                                                                                         |                                |                             |                         |
| 35 | Amor reprimido                 | outubro de 2019             | 978-85-4261-850-1       |
| Quando Franja é escolhido para testar um novo modelo de androide, Marina começa a perceber que não vem sendo tratada por ele como deveria, o que estremece a relação do casal! |                                |                             |                         |
| 36 | Invasão do Limoeiro            | novembro de 2019            | 978-85-4261-851-8       |
| O Limoeiro se torna um bairro limpo e organizado da noite para o dia. Seria ótimo se os moradores não estivessem agindo de um jeito estranho, como se todos fossem zumbis! O que está acontecendo? |                                |                             |                         |
| 37 | Peso perigoso                  | dezembro de 2019            | 978-85-4261-852-5       |
| Quim está inseguro com sua aparência e toma a iniciativa de perder peso. Como não está conseguindo fazer isso sozinho, apesar de se exercitar todas as manhãs, o jovem convence o pai a deixar que ele se interne num SPA. Essa busca para fazer as pazes com a balança e corresponder a um padrão vai afetar toda a Turma e colocar seu namoro com a Magali à prova. Emagrecer rápido e a qualquer custo traz perigos à saúde que Quim nem imagina...                                                                           |                                |                             |                         |
| 38 | Diário de Viagem               | janeiro de 2020             | 978-85-4261-853-2       |
| Jeremias questiona o que fazer da vida e pede a ajuda de Franja para descobrir qual caminho deve seguir. Isso envolve usar uma invenção que pode afetar o futuro! |                                |                             |                         |
| 39 | O Intercâmbio da Aninha        | fevereiro de 2020           | 978-85-4261-854-9       |
| Aninha finalmente vai realizar um grande sonho: ir ao Canadá para estudar inglês. Em sua primeira viagem internacional, é claro que nem tudo sai conforme o esperado. Aprender uma nova língua, adaptar-se à cultura local e fazer novas amizades são alguns dos desafios dessa grande aventura. Enquanto isso, no Limoeiro, Titi não se conforma com a atenção que sua ex-namorada vem recebendo da Turma por causa do intercâmbio e decide tomar medidas radicais para não ficar para trás!                                    |                                |                             |                         |
| 40 | O mistério do bumerangue       | março de 2020               | 978-85-4261-855-6       |
| Os pássaros sumiram do bairro, os animais de estimação da Turma andam agitados e a prima do Cebola está desaparecida! O que está acontecendo no Limoeiro? |                                |                             |                         |

### Edições 41~52
| N.º | Título                       | Data de lançamento original | Data de lançamento isbn |
| --- | ---------------------------- | --------------------------- | ----------------------- |
| 41 | Soldado Estelar              | abril de 2020               | 978-85-4262-805-0       |
| Um novo aluno chega ao Colégio do Limoeiro para a surpresa de toda a Turma. De onde ele veio? Por que tem hábitos tão diferentes? Logo o garoto se torna o assunto mais comentado do momento, despertando a atenção de muita gente. Para que o recém-chegado não tenha problemas de adaptação, Mônica decide lhe apresentar o bairro e ajudar no for preciso. Essa gentileza acaba causando algumas confusões... Cebola, então, suspeita que há algo mais por trás daquele simples estrangeiro. Mas o que ninguém imagina é que sua origem pode representar um grande perigo para a Terra! |                              |                             |                         |
| 42 | Brigada do Limoeiro          | maio de 2020                | 978-85-4262-806-7       |
| Cascão ajuda Xaveco a carregar algumas caixas para o Laboratório de Química da escola e os dois acabam presos no elevador. Após o resgate feito pelo bombeiro do Colégio do Limoeiro, Cascão começa a se interessar mais por essa profissão, apesar do seu medo de água. Aproveitando que o incidente virou um dos assuntos mais comentados, o professor Sérgio leva os alunos para um dia especial: fazer o treinamento da brigada de incêndio e aprender mais sobre o trabalho do Corpo de Bombeiros do Limoeiro. O que ninguém imagina é que um curto-circuito na Mansão 179 vai colocar esse aprendizado à prova.                                                                                               |                              |                             |                         |
| 43 | O Outro Lado da Moeda        | junho de 2020               | 978-85-4262-810-4       |
| Maria Mello finalmente conseguiu uma oportunidade de ser modelo, mas um inesperado acidente a deixa com a perna quebrada. Seu sonho pode ser ameaçado! Quando a Turma vai visitá-la no Hospital do Limoeiro, nem imagina que vai conhecer um médico diferente, que lhe ensinará a ver o outro lado da moeda. Amizades desfeitas, desconfianças, brigas são agora a realidade da Turma? Mas uma importante lição sobre compreensão e aceitação pode mudar o futuro de Mônica, Cebola, Cascão, Magali e da própria Maria. |                              |                             |                         |
| 44 | Amnésia                      | julho de 2020               | 978-85-4262-811-1       |
| A Turma não lembra de nada! Mônica, Cebola, Cascão e Magali acordam desmemoriados num lugar abandonado. Embora tenham a impressão de que haja algo familiar ali, não conseguem se lembrar de nada. Tentando juntar pistas de quem são e de onde estão, começam aos poucos a recuperar as memórias. Como se a situação não fosse estranha o suficiente, a Turma ainda precisa se unir e lutar contra criaturas mecânicas. Quando finalmente a ajuda chega, algumas peças do quebra-cabeça se encaixam: o responsável por tudo isso é um inimigo do passado que agora se tornou uma ameaça ainda maior! |                              |                             |                         |
| 45 | O mistério do farol          | agosto de 2020              | 978-85-4262-812-8       |
| Carmem convida a Turma para comemorar seu aniversário em grande estilo, com uma festa no iate da família Frufru. Após atravessar um denso nevoeiro, a embarcação se depara com uma ilha misteriosa que dizem estar repleta de fantasmas. Com um gosto por mistério e aventura, Mônica, Cebolinha, Cascão e Magali decidem investigar o lugar e descobrem algo mais estranho ainda: as construções da ilha parecem ser cenários de um jogo gigante! E os fantasmas? Eram apenas parte das brincadeiras ou são reais e ainda assombram quem ousa perturbar seu descanso? |                              |                             |                         |
| 46 | O Segredo dos Frufrus        | setembro de 2020            | 978-85-4262-813-5       |
| Faz dias que carmem não aparece no colégio do limoeiro e também não posta nada em suas redes sociais; preocupada com o desaparecimento dela, denise vai procurar pela amiga; para sua surpresa, a mansão da família frufru parece estar vazia há algum tempo; sem saber o que fazer, ela pede a ajuda da mônica para investigar o mistério; mas, de repente, carmem reaparece durante a aula e surpreende a todos: seu cabelo não conta com os famosos cachos e até as unhas já perderam o esmalte; para tornar a situação ainda mais suspeita, nem sinal do motorista particular na saída; o que está acontecendo? qual é o segredo dos frufrus?                                                                   |                              |                             |                         |
| 47 | Parque das Maravilhas        | outubro de 2020             | 978-85-4262-814-2       |
| Mônica acorda de mau humor justamente no dia em que combinou de ir ao Parque de Diversões do Limoeiro com Cebola, Magali e Cascão. Apesar de estar sem vontade de sair, decide ir porque pode ser um dia muito agradável. Andar de montanha-russa, comer pipoca e algodão-doce, tirar fotos com o namorado e os amigos... O passeio estava bastante divertido até que o temperamento explosivo da Mônica ressurge, fazendo ela se desentender com Cebola e Magali. Tentando se afastar da Turma, ela acaba num lugar familiar, mas diferente ao mesmo tempo. Entre animais falantes e pessoas assustadoras, Mônica vai precisar encarar seus defeitos se quiser voltar para casa.                                   |                              |                             |                         |
| 48 | Desafio Dimensional          | novembro de 2020            | 978-85-426-2815-9       |
| Cebola conhece Cleiton, o atual campeão do jogo de cartas Lendas Dimensionais. Embora tenha parado de jogar há um bom tempo, Cebola acha que pode vencer o garoto com cartas emprestadas do Cascão, mas é derrotado com muita facilidade! Inconformado por ter sido humilhado, combina uma nova partida em uma semana e passa a treinar obsessivamente, esquecendo-se de todo o resto, inclusive da Mônica. Enquanto isso, vários moradores do Limoeiro começam a desaparecer sem deixar pistas. Quando a Turma também some, cabe ao Cebola resolver a situação...Caso ele consiga pensar em outra coisa, além da vitória!                                                                                          |                              |                             |                         |
| 49 | De Médico e Louco            | dezembro de 2020            | 978-85-426-2816-6       |
| Mônica, Cebola, Cascão e Magali estão com dificuldades para lidar com problemas pessoais que deveriam estar superados. Mônica está insegura e desconfia de tudo, Cebola passa a mentir sem controle, Cascão não consegue sair de casa e Magali volta a comer como quando era criança... Todos estão fazendo terapia on-line, mas parece que pioram em vez de melhorar! Enquanto isso, o professor Licurgo suspeita que há algo mais por trás desse comportamento e decide investigar. Para sua surpresa, os temidos Monstros do ID estão se organizando e se preparando para dominar a Turma. |                              |                             |                         |
| 50 | Curta, Comente e Compartilhe | fevereiro de 2021           | 978-85-4262-809-8       |
| Carmem decide contar para todo mundo a verdade sobre como a família Frufru perdeu sua fortuna e conquista mais fãs do que poderia imaginar. Contando que sua carreira como influenciadora digital pode ajudar os pais nesta situação difícil, ela se dedica ainda mais a postar em suas redes sociais para conseguir patrocínios e parcerias com grandes marcas. Vendo o sucesso da amiga, Cebola acha que é fácil engajar seguidores para boas causas, como salvar o Museu do Limoeiro, que está prestes a fechar suas portas. Carmem tenta explicar que não é tão simples assim. Mas os dois acabam discutindo e agora Cebola quer provar que tem razão. Essa rivalidade é apenas o começo de muitas confusões... |                              |                             |                         |
| 51 | Recordações                  | março de 2021               | 978-65-5512-952-6       |
| Mais uma história no futuro da Turma, que se passa após o casamento de Mônica e Cebola! |                              |                             |                         |
| 52 | A Volta da Yuka              | abril de 2021               | 978-65-5512-946-5       |
| Um inimigo quer libertar a bruxa Yuka, das Quatro Dimensões Mágicas. A Turma vai partir numa aventura que pode mudar tudo o que conhecemos... |                              |                             |                         |

## Terceira série

### Edições 1~Atual
| N.º | Título             | Data de lançamento original | Data de lançamento isbn |
| --- | ------------------ | --------------------------- | ----------------------- |
| 1   | Lendas do Recomeço | maio de 2021                | 978-65-5960-225-4       |
| 2   | Realidade Ampliada | junho de 2021               | 978-65-5960-207-0       |
| 3   | Falhas & Sonhos    | julho de 2021               | 978-65-5960-205-6       |